# 大岡川分水路
大岡川分水路（おおおかがわぶんすいろ）は、神奈川県横浜市を流れ根岸湾に注ぐ二級河川。大岡川の分流である。1981年に大岡川の洪水を防ぐために作られた人工河川。延長は3.64km。

## 地理
横浜市港南区日野で日野川から、同区笹下で笹下川（大岡川上流の別称）から取水し東に流れ、トンネルを通って磯子区の新森町と新中原町の境界から根岸湾に注ぐ。
新森町の大岡川分水路河畔プロムナードでは、川岸に根岸湾まで続く桜並木が作られている。

## 流域の自治体
神奈川県
横浜市港南区、磯子区

## 橋梁
- 国道16号
- 磯子産業道路
- 国道357号
- 首都高速湾岸線
- JR根岸線